# Oppy
Cet article concerne la commune du Pas-de-Calais, en France. Pour le rover Opportunity, surnommé Oppy, voir Opportunity.
Oppy est une commune française située dans le département du Pas-de-Calais en région Hauts-de-France. Ses habitants sont appelés les Oppynois. La commune est membre de la communauté de communes Osartis Marquion.
Au sortir de la Première Guerre mondiale, la commune, complètement détruite, est classée en zone rouge. Elle est décorée de la croix de guerre 1914-1918.

## Géographie

### Localisation
Localisée dans le sud-est du département du Pas-de-Calais, en Gohelle, Oppy est une commune rurale située, à vol d'oiseau, à 10 km au sud-est de la commune de Lens (aire d'attraction) et à 10 km au nord-est de la commune d’Arras (chef-lieu d'arrondissement). La commune est accessible par les autoroutes A1 et A26, ainsi que par l'ex-RN 50 (actuelle RD 950).
Le territoire de la commune est limitrophe de ceux de six communes.
Les communes limitrophes sont  Arleux-en-Gohelle, Bailleul-Sir-Berthoult, Fresnes-lès-Montauban, Fresnoy-en-Gohelle, Gavrelle et Neuvireuil.

### Géologie et relief
La superficie de la commune est de 4,84 km2 ; son altitude varie de 49  à   72 mètres.

### Hydrographie
La commune est située dans le bassin Artois-Picardie. Elle n'est drainée par aucun cours d'eau,.

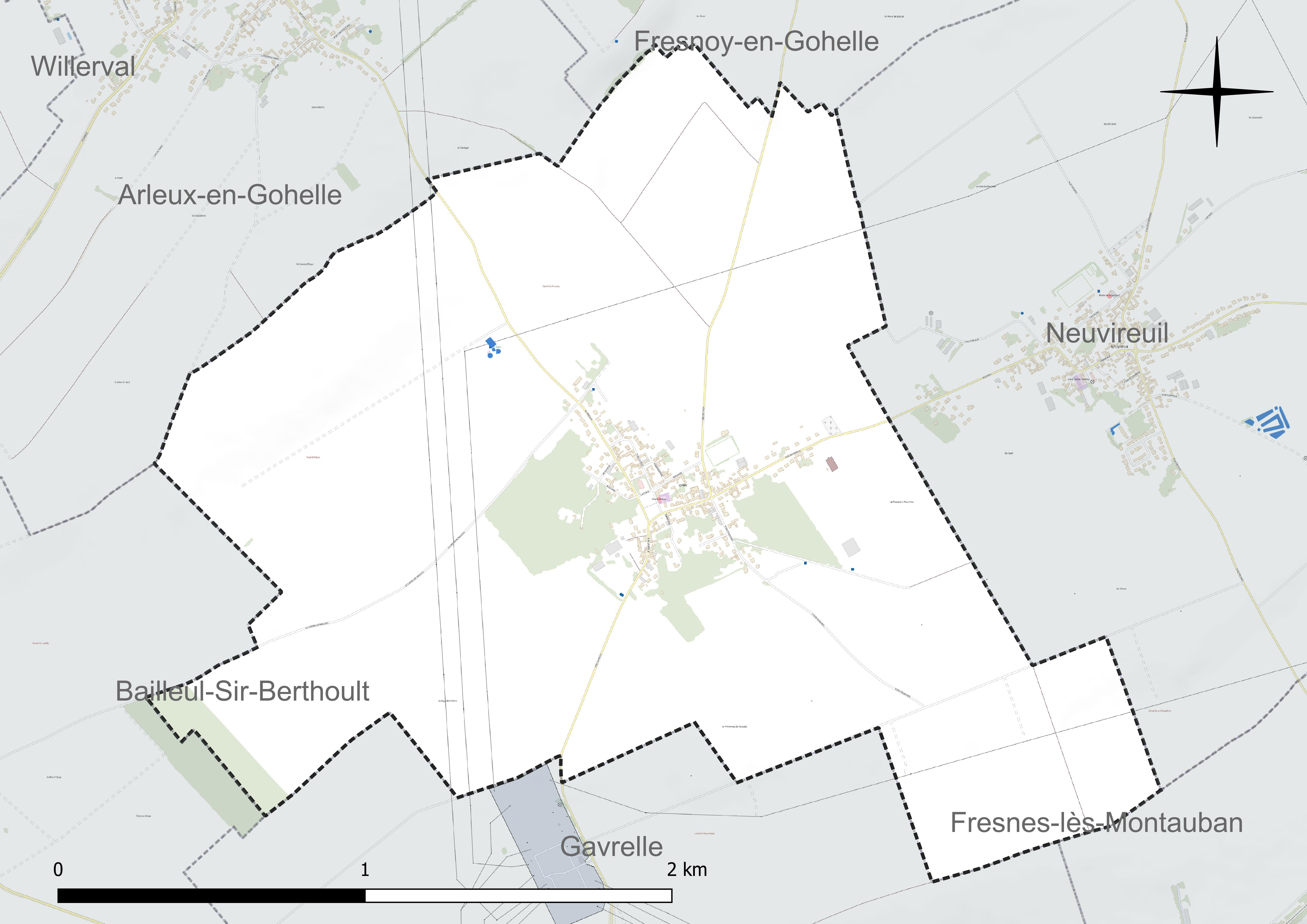
Réseau hydrographique d'Oppy.

### Climat
Pour des articles plus généraux, voir Climat des Hauts-de-France et Climat du Nord-Pas-de-Calais.
En 2010, le climat de la commune est de type climat océanique dégradé des plaines du Centre et du Nord, selon une étude du Centre national de la recherche scientifique (CNRS) s'appuyant sur une série de données couvrant la période 1971-2000. En 2020, Météo-France publie une typologie des climats de la France métropolitaine dans laquelle la commune est exposée à un climat océanique et est dans la région climatique Nord-est du bassin Parisien, caractérisée par un ensoleillement médiocre, une pluviométrie moyenne régulièrement répartie au cours de l'année et un hiver froid (3 °C).
Pour la période 1971-2000, la température annuelle moyenne est de 10,2 °C, avec une amplitude thermique annuelle de 14,6 °C. Le cumul annuel moyen de précipitations est de 716 mm, avec 12,5 jours de précipitations en janvier et 8,9 jours en juillet. Pour la période 1991-2020, la température moyenne annuelle observée sur la station météorologique la plus proche, située sur la commune de Wancourt à 11 km à vol d'oiseau, est de 10,8 °C et le cumul annuel moyen de précipitations est de 711,4 mm,. Pour l'avenir, les paramètres climatiques de la commune estimés pour 2050 selon différents scénarios d'émission de gaz à effet de serre sont consultables sur un site dédié publié par Météo-France en novembre 2022.

### Milieux naturels et biodiversité
L’Inventaire national du patrimoine naturel (INPN) recense plusieurs espèces faunistiques et floristiques sur le territoire de la commune dont certaines sont protégées et d’autres menacées et quasi-menacées.

## Urbanisme

### Typologie
Au 1er janvier 2024, Oppy est catégorisée commune rurale à habitat dispersé, selon la nouvelle grille communale de densité à sept niveaux définie par l'Insee en 2022.
Elle est située hors unité urbaine. Par ailleurs la commune fait partie de l'aire d'attraction de Lens - Liévin, dont elle est une commune de la couronne,. Cette aire, qui regroupe 50 communes, est catégorisée dans les aires de 200 000 à moins de 700 000 habitants,.

### Occupation des sols
L'occupation des sols de la commune, telle qu'elle ressort de la base de données européenne d'occupation biophysique des sols Corine Land Cover (CLC), est marquée par l'importance des territoires agricoles (93,4 % en 2018), en augmentation par rapport à 1990 (89 %). La répartition détaillée en 2018 est la suivante : 
terres arables (93,4 %), zones urbanisées (6,6 %). L'évolution de l'occupation des sols de la commune et de ses infrastructures peut être observée sur les différentes représentations cartographiques du territoire : la carte de Cassini (XVIIIe siècle), la carte d'état-major (1820-1866) et les cartes ou photos aériennes de l'IGN pour la période actuelle (1950 à aujourd'hui).

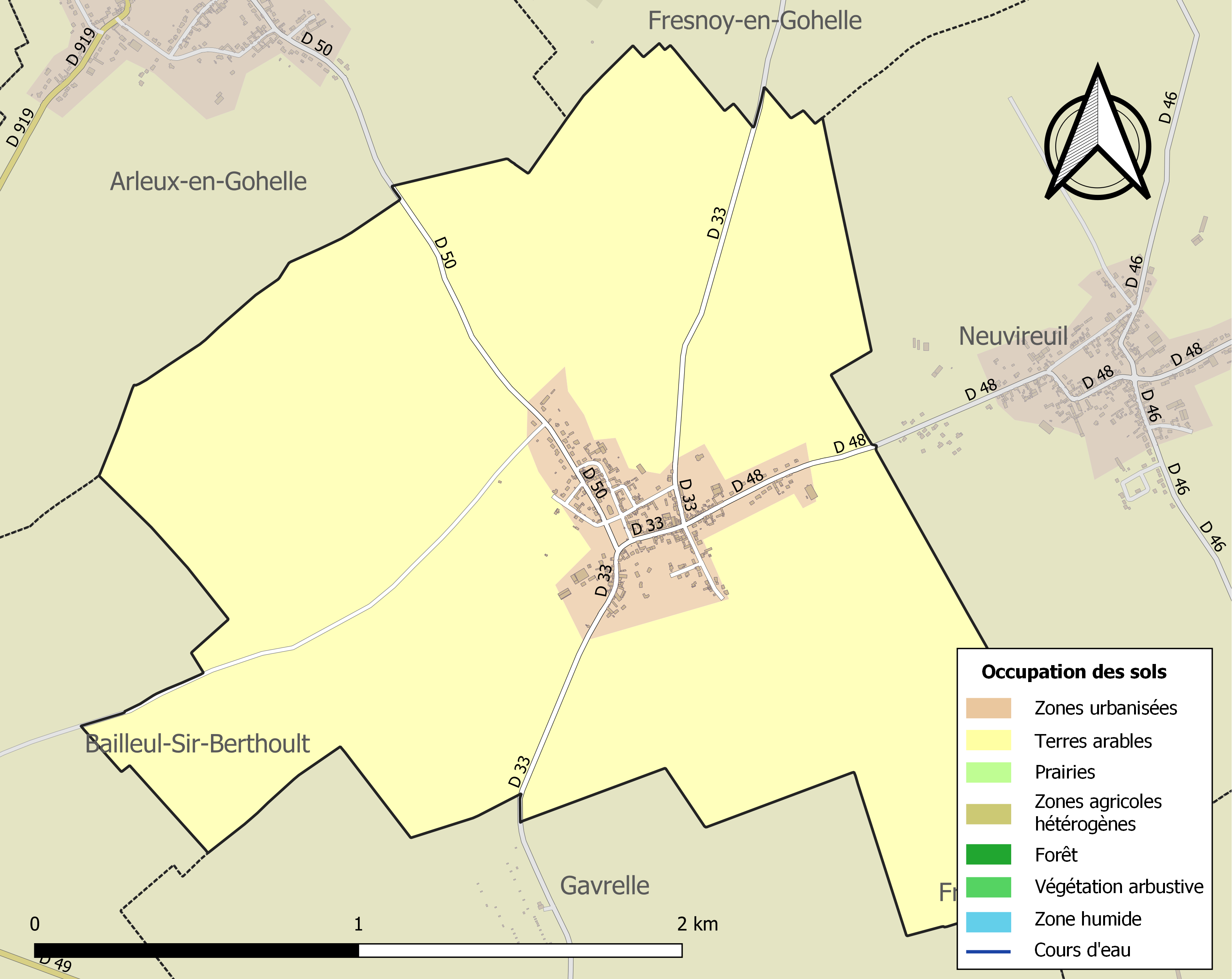
Carte des infrastructures et de l'occupation des sols de la commune en 2018 (CLC).

### Voies de communication et transport
Liste des voies de la commune : avenue du Bois ; Grand'Rue ; impasse de Beaumont ; rue Augustin-Ramon ; rue Borderenne ; rue d'Arleux ; rue de Fresnoy ; rue de Gavrelle ; rue de la Fossette ; rue de Neuvireuil ; rue des Écoles ; rue des Fourches ; rue du Bois et rue Romain.

## Toponymie
Le nom de la localité est attesté sous les formes Wlpi [ou Uulpi en 1104 ; Vulpi en 1135 ; Wlpx en 1152 ; Huppi en 1177 ; Ulpi au XIIe siècle ; Oupi en 1243 ; Oupy en 1334 ; Ouppi en 1405 ; Douppy en 1430 ; Ouppy en 1455 ; Oppy-la-Liberté en 1793 pendant la Révolution française ; Oppy en 1793 et depuis 1801.

## Histoire
Oppy est passée par de nombreuses appellations à travers des époques. La plus ancienne trace de cette commune a été trouvée dans une bulle pontificale datant de 1152 par le pape Eugène III qui accorde à l'évêque d'Arras et de Cambrai l'autel de Wipi pour lui et ses successeurs.
Bâtie à l'emplacement d'une ancienne motte fortifiée, Oppy appartenait, au XIIe siècle, aux seigneurs de Bois-Bernard, les Du Bos (Baudouin Du Bos, 1228 et Jakemons Du Bos, 1248).
Dans la deuxième moitié du XVIe siècle, Nicolas Cornaille, écuyer, conseiller au conseil provincial d'Artois, est seigneur d'Oppy. Il a pour femme Catherine Lohois.
En 1600, le seigneur d'Oppy est Ponthus de Divion qui reçoit le titre de chevalier le 14 août 1600 en raison de son attitude dans différents combats. Il est également seigneur de Cantherine et Gouvernyes

### Circonscription d'Ancien Régime
Oppy, en 1789, faisait partie du bailliage de Lens et suivait la coutume d'Artois. Son église paroissiale, diocèse d'Arras, doyenné d'Hénin-Liétard, district d'Arleux-en-Gohelle, était consacrée à saint Nicolas.

### XIXesiècle
Si en 1833 le ministre Guizot fit voter une loi obligeant toutes les communes à avoir une école, on sait que les gens du pays préféraient conserver leurs enfants pour les livrer aux travaux des champs. Ce n'est qu'après 1850 que le conseil municipal décida de construire une école. La délégation cantonale de Vimy, en visite à Oppy, trouve en 1873 une magnifique école. Le maire du village étant souvent l'instituteur, elle se situe à côté de la mairie.

### Première Guerre mondiale
Le village sert périodiquement de lieu de cantonnement à des troupes retirées du front de l'Artois, par exemple en juin 1915.
Le village est marqué notamment par la bataille du bois d'Oppy du 3 mai 1917, que les britanniques lancèrent pour tenter d'atteindre  une des principales lignes de fortifications allemandes qui y était située.
Le village est considéré comme détruit à la fin de la guerre.
Oppy a reçu la croix de guerre 1914-1918 le 23 septembre 1920, distinction également attribuée à 276 autres communes du Pas-de-Calais, et est considéré comme une « communauté martyre » au même titre qu'Arras. Sa reconstruction durera plusieurs années, après déminage et nettoyage des champs, ruines, jardins et vergers de la commune (sous contrôle anglais en 1919), et un classement en zone rouge.

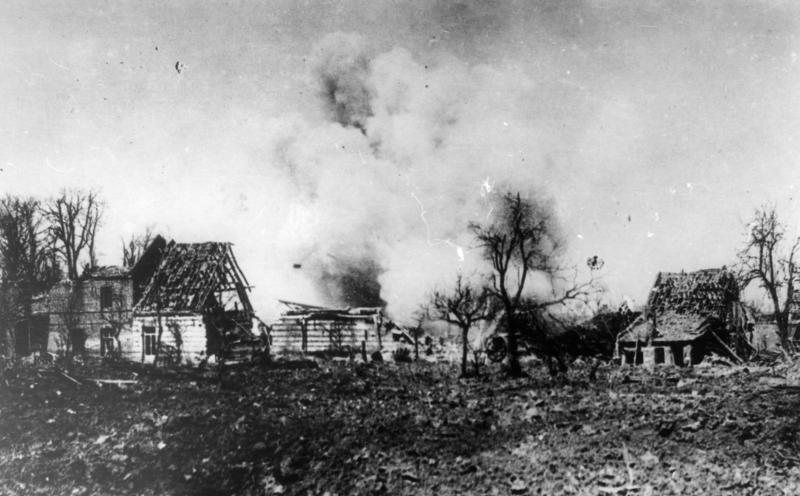
Oppy, ravagée par la Première Guerre mondiale, ici en mai 1917. Les arbres ont perdu leurs feuilles, le sol est complètement labouré par les obus et shrapnels, et les maisons dont certaines « à rouges barres » sont déjà presque rasées.

Après la Première Guerre mondiale, Oppy a reçu la visite de personnalités anglaises, plus particulièrement de Kingston upon Hull a l'occasion de l'inauguration d'un nouveau monument aux morts anglais.

## Politique et administration

### Découpage territorial
La commune se trouve dans l'arrondissement d'Arras du département du Pas-de-Calais.

#### Commune et intercommunalités
Oppy était membre de la communauté de communes Osartis,  un établissement public de coopération intercommunale (EPCI) à fiscalité propre créé fin 1999.
Dans le cadre des dispositions de la loi portant nouvelle organisation territoriale de la République (Loi NOTRe) du 7 août 2015, qui prévoit que les établissements publics de coopération intercommunale (EPCI) à fiscalité propre doivent avoir un minimum de 15 000 habitants, Le schéma départemental de coopération intercommunale approuvé par le préfet du Pas-de-Calais le 22 décembre 2011 a prévu la fusion « de la communauté de communes de Marquion (17 communes – 11 480 habitants), de la communauté de communes de l'Enclave (3 communes – 1 044 hab.) et de  la communauté de communes Osartis (33 communes – 31 086 hab) » dans le cadre des prescriptions de la réforme des collectivités territoriales françaises, afin d'achever la couverture intégrale du département par des intercommunalités à fiscalité propre, supprimer les enclaves et discontinuités territoriales et rationaliser les périmètres des intercommunalités.
La communauté de communes de l'Enclave ayant néanmoins fusionné avec la communauté d'agglomération de Cambrai le 1er janvier 2013, les deux autres intercommunalités fusionnent le 1er janvier 2017, formant la communauté de communes Osartis Marquion, dont est désormais membre Oppy. Cette communauté de communes regroupe 49 communes et totalise 42 651 habitants en 2021.

#### Circonscriptions administratives
La commune faisait partie depuis 1801 du canton de Vimy. Dans le cadre du redécoupage cantonal de 2014 en France, cette organisation territoriale administrative a disparu, le canton n'est plus qu'une circonscription électorale.

#### Rattachements électoraux
Pour les élections départementales, la commune fait partie depuis 2014 du canton de Brebières.

#### Circonscriptions électorales
Pour les élections législatives, la commune fait partie de la deuxième circonscription du Pas-de-Calais.

### Élections municipales et communautaires

#### Liste des maires
| Période                                  | Période                 | Identité      | Étiquette | Qualité |
| ---------------------------------------- | ----------------------- | ------------- | --------- | --- |
| Les données manquantes sont à compléter. |                         |               |           | |
| mars 1991                                | mars 1996               | Jean Mercier  |           | |
| mars 1996                                | mars 2008               | Émile Coquidé |           | |
| mars 2008                                | En cours (au mars 2020) | Xavier Platel |           | Cadre d'entreprise Élu pour le mandat 2008-2014 Réélu pour le mandat 2014-2020, Réélu pour le mandat 2020-2026, |

## Équipements et services publics

### Enseignement
La commune est située dans l'académie de Lille et dépend, pour les vacances scolaires, de la zone B.
Elle administre une école maternelle en regroupement pédagogique intercommunal (RPI 76). regroupant les communes de Oppy, Neuvireuil et Gavrelle, et qui utilise les locaux de l'école communale pour les petits âgés de 3 à 5 ans.

### Autres équipements
- La salle des fêtes est inaugurée en janvier 2012 par le maire Xavier Platel, la député Catherine Génisson ainsi que d'autres élus locaux. L'ancienne salle des fêtes est détruite pour cause d'insalubrité.
- Un stade de football.

## Population et société

### Démographie
Les habitants de la commune sont appelés les Oppynois.

#### Évolution démographique
L'évolution du nombre d'habitants est connue à travers les recensements de la population effectués dans la commune depuis 1793. Pour les communes de moins de 10 000 habitants, une enquête de recensement portant sur toute la population est réalisée tous les cinq ans, les populations de référence des années intermédiaires étant quant à elles estimées par interpolation ou extrapolation. Pour la commune, le premier recensement exhaustif entrant dans le cadre du nouveau dispositif a été réalisé en 2005.

En 2022, la commune comptait 379 habitants, en évolution de −6,88 % par rapport à 2016 (Pas-de-Calais : −0,72 %, France hors Mayotte : +2,11 %).
| 1793 | 1800 | 1806 | 1821 | 1831 | 1836 | 1841 | 1846 | 1851 |
| ---- | ---- | ---- | ---- | ---- | ---- | ---- | ---- | ---- |
| 389  | 369  | 415  | 422  | 424  | 418  | 410  | 415  | 403  |

| 1856 | 1861 | 1866 | 1872 | 1876 | 1881 | 1886 | 1891 | 1896 |
| ---- | ---- | ---- | ---- | ---- | ---- | ---- | ---- | ---- |
| 411  | 429  | 424  | 416  | 417  | 422  | 409  | 423  | 422  |

| 1901 | 1906 | 1911 | 1921 | 1926 | 1931 | 1936 | 1946 | 1954 |
| ---- | ---- | ---- | ---- | ---- | ---- | ---- | ---- | ---- |
| 423  | 416  | 376  | 177  | 300  | 290  | 277  | 281  | 265  |

| 1962 | 1968 | 1975 | 1982 | 1990 | 1999 | 2005 | 2006 | 2010 |
| ---- | ---- | ---- | ---- | ---- | ---- | ---- | ---- | ---- |
| 266  | 278  | 292  | 282  | 329  | 375  | 390  | 385  | 363  |

| 2015 | 2020 | 2022 | - | - | - | - | - | - |
| ---- | ---- | ---- | - | - | - | - | - | - |
| 403  | 383  | 379  | - | - | - | - | - | - |

#### Pyramide des âges
En 2018, le taux de personnes d'un âge inférieur à 30 ans s'élève à 30,0 %, soit en dessous de la moyenne départementale (36,7 %). À l'inverse, le taux de personnes d'âge supérieur à 60 ans est de 25,1 % la même année, alors qu'il est de 24,9 % au niveau départemental.
En 2018, la commune comptait 188 hommes pour 206 femmes, soit un taux de 52,28 % de femmes, légèrement supérieur au taux départemental (51,50 %).
Les pyramides des âges de la commune et du département s'établissent comme suit.
| Hommes | Classe d’âge | Femmes |
| ------ | ------------ | ------ |
| 0,0    | 90 ou +      | 1,0    |
| 4,9    | 75-89 ans    | 10,0   |
| 19,7   | 60-74 ans    | 14,5   |
| 24,6   | 45-59 ans    | 25,0   |
| 23,5   | 30-44 ans    | 17,0   |
| 14,8   | 15-29 ans    | 15,5   |
| 12,6   | 0-14 ans     | 17,0   |

| Hommes | Classe d’âge | Femmes |
| ------ | ------------ | ------ |
| 0,5    | 90 ou +      | 1,6    |
| 5,6    | 75-89 ans    | 8,9    |
| 16,7   | 60-74 ans    | 18,1   |
| 20,2   | 45-59 ans    | 19,2   |
| 18,9   | 30-44 ans    | 18,1   |
| 18,2   | 15-29 ans    | 16,2   |
| 19,9   | 0-14 ans     | 17,9   |

## Culture locale et patrimoine

### Lieux et monuments

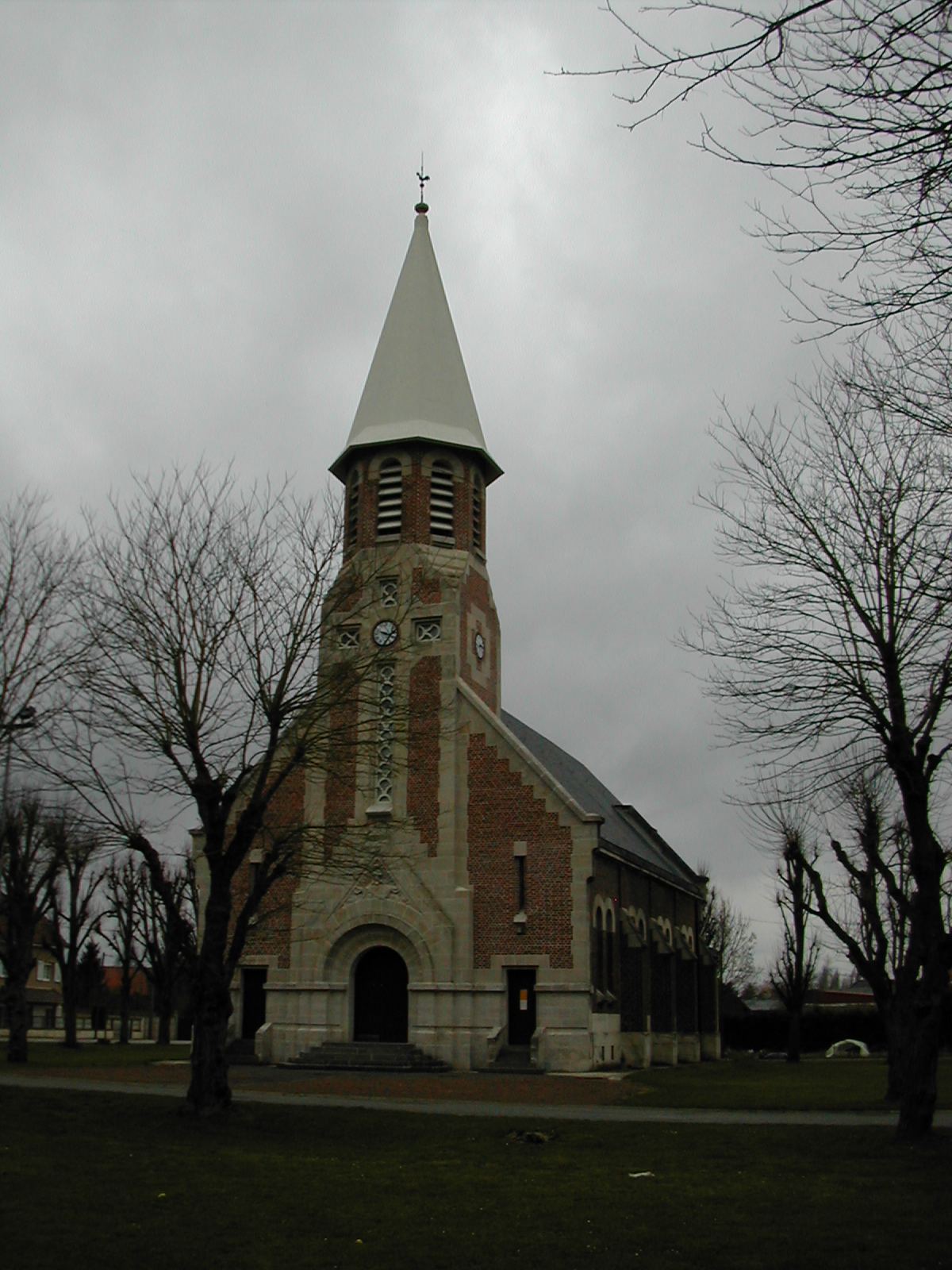
L'église Saint-Nicolas.

- L'église d'Oppy est dédiée à saint Nicolas et est construite dans les années 1100[37] mais, menaçant de s'écrouler en 1850, elle est démolie. Il ne reste aujourd'hui aucun vestige de celle-ci étant donné que ces dernières pierres sont enfouies et éparpillées par les combats de la Première Guerre mondiale. Son style était considéré comme très pur pour l'architecture du XIIe siècle. C'était un édifice composé d'une nef avec un bas-côté en forme d'appentis et d'une tour d'environ 30 mètres.

Détruite lors des combats de la Première Guerre mondiale, elle est reconstruite après la guerre.
- Oppy possède un cimetière à sa sortie en direction vers Neuvireuil, auparavant un autre cimetière se trouvait autour de l'ancienne église Saint-Nicolas aujourd'hui disparu.
- La commune abrite deux monuments aux morts[38] :
  - Le 1er se trouve au milieu de la place du village et rend hommage aux soldats de la Première Guerre mondiale. Il est inauguré en juillet 1927 et représente un poilu résolu, dressé devant le parapet de la tranchée qu'il vient de conquérir. Il est érigé sur un socle de pierre blanche, sur lequel tranchent des plaques de marbre noir gravées de lettres d'or, avec ces inscriptions : « Oppy à ses glorieux morts » et « Souviens-toi ».
  - Le 2e est à sa gauche, sur la route d'Arleux-en-Gohelle. C'est un mémorial, à la gloire de Dieu, offert par le vicomte et la vicomtesse de Bouxier de la Droennays en souvenir de leur fils Pierre, maréchal des logis du 504e régiment de chars d'assaut, tombé au champ d'honneur le 18 août 1918. Ce monument nous rappelle le courage des soldats britanniques de la ville de Hull et des régiments régionaux. Il est inauguré en septembre 1927 en présence du lord-maire de cette même ville. Il y est représenté le Christ sur sa croix au sommet d'une dizaine de marches flanquées de bancs de chaque côté.
- La place de la commune baptisée place du 19-Mars-1962 en souvenir de la fin de la guerre d'Algérie, autour de laquelle sont aménagés une piste de pétanque et une aire de jeux pour enfants.
- Un bois est présent sur le territoire de la commune. Il abritait un château qui a été détruit et qui a aujourd'hui disparu[39]. Depuis peu, on peut effectuer le tour du bois grâce à un sentier pédestre aménagé.

### Personnalités liées à la commune
- Hilaire Ledru (1769-1840), artiste peintre, né à Oppy.
- Paul Nash (1889-1946), artiste peintre britannique, inspiré par ce petit village durant la Première Guerre mondiale, qui peignit le tableau Oppy Wood (Le Bois d'Oppy) exposé à l'Imperial War Museum de Londres[40].

### Héraldique
| Blason de Oppy | Blason  | D'hermine plain; au chef de sable chargé d'un annelet d'or. Ornements extérieursCroix de guerre 1914-1918                                                                                             |
| Blason de Oppy | Détails | Ce blason a pour origine les armes de la famille de Cardevacque (d'hermine au chef de sable), le chef chargé d'un annelet évoquant l'ancien oppidum. Le statut officiel du blason reste à déterminer. |

## Pour approfondir

#### Bases de données, dictionnaires et encyclopédies
- Ressources relatives à la géographie :   - Insee (communes)
  - Ldh/EHESS/Cassini
- Ressource relative à plusieurs domaines :   - Annuaire du service public français
- Notices d'autorité :   - BnF (données)